# Stadt Köln (Schiff)
Die Stadt Köln wurde 1938 als Ratsschiff der Stadt Köln gebaut und sollte für die Gäste der Stadt bei der für 1940 geplanten Internationalen Verkehrsausstellung dienen. Das Schiff wurde am 18. Juni 1938 auf den Namen Hansestadt Köln getauft.

## Konstruktion und Ausstattung
Die Stadt Köln wurde als Doppelschrauber aus Siemens-Martinstahl und teilweise aus Aluminium gebaut. Im vorderen Hauptdeck befindet sich der Aussichtssalon mit großen, dreiteiligen Fenstern. Die Ausstattung ist im Chippendalestil gehalten, die Wände und die Decke sind mit mattiertem Nussbaumholz verkleidet. Über zwei seitlich angeordnete Türen gelangt man zum mittschiffs gelegenen Ausstieg sowie zu der Gästewohnung und dem sich daran anschließenden Sonnendeck. Die Gästewohnung mit Toilette, Wohn- und Empfangszimmer ist mit weißen Ahornholz getäfelt. Vom vorderen Salon führt ein Niedergang zum etwas tiefer liegenden Speisesaal und den Wirtschaftsräumen. Steuerbord sind eine Garderobe, die Küche sowie die Vorratskammern, backbord die Waschräume für die Passagiere und die Schreibstube. Das Steuerhaus, dessen abklappbares Oberteil aus Teakholz gefertigt ist, verfügt über ein großes, hölzernes Steuerrad, einen Maschinentelegraf, Radar- und Funkanlage. Im vorderen Teil des Unterdecks sind vor dem Maschinenraum die Mannschaftsräume untergebracht.

## Technik
Im vorderen Drittel des Unterdecks ist der Maschinenraum mit zwei umsteuerbaren Deutz-Dieselmotoren Typ RV 6M 536 mit je 375 PS. Zur Geräuschminderung sind die Motoren auf je 16 Federn und vier Gummidämpfern gelagert. Die Grundplatte ist eine Schweißkonstruktion ebenso wie die Auspuffsammelrohre. Dies, wie auch die vielfältige Verwendung von Aluminium im gesamten Schiff tragen zur Gewichtseinsparung bei. Dank einer sehr strömungsgünstigen Rumpfform erreicht das Schiff eine Geschwindigkeit von fast 20 km/h gegen den Strom. Der Antrieb erfolgt über zwei dreiflügelige Propeller mit 1060 mm Durchmesser. Ein Hilfsdiesel mit 80 PS sorgt für die Stromversorgung und den Antrieb des Kompressors für die Anlassluft, die in drei Luftflaschen mit 30 bar gespeichert wird.

## Geschichte
Wegen des Kriegsausbruchs kam das Schiff nicht mehr zum Einsatz und wurde in den Hafen von Sankt Goarshausen verbracht. Nach Kriegsende übernahm die US-Army das Schiff und benannte es in US Army PHI 1 um. Danach wurde es vom französischen Hohen Kommissar genutzt. 1952 ging das Schiff, nun als Stadt Köln, wieder an die Stadt Köln zurück und diente zu Repräsentationszwecken, wie dem Empfang Königin Elisabeths II. und anderer Staats- und Stadtgäste. Wegen der allgemeinen Sparpläne und der hohen Unterhaltskosten sollte das Schiff 1982 verkauft werden. Seit 1990 steht die Stadt Köln unter Denkmalschutz. Das Schiff konnte auch für private Feiern gemietet werden. Seit Ende 2008 ist seine Zukunft ungewiss, da umfangreiche Instandsetzungsarbeiten am Schiff nötig sind, deren Kosten sich auf geschätzt mindestens 500.000 Euro belaufen.
Der Rheinische Verein für Denkmalpflege und Landschaftsschutz, Regionalverband Köln, hat das Schiff zum Denkmal des Monats Februar 2012 gewählt. Er will damit auf das bürgerschaftliche Engagement des in Gründung befindlichen Vereins der Freunde und Förderer der MS Stadt Köln unter der Regie des Kölner Autbord- und Motoryacht-Clubs aufmerksam machen, der zur Erhaltung des Schiffes als Museums- und Veranstaltungsschiff mit gelegentlichen Ausfahrten beitragen möchte.
Zwischenzeitlich gab es Hinweise darauf, dass das Schiff nur noch begrenzt schwimmfähig sei und die Renovierungskosten auf bis zu 800.000 Euro steigen könnten. Deshalb will die Stadtverwaltung nun nach einem Käufer suchen. „Hierbei sollen denkmalgerechte, soziale und touristische Aspekte analog des Konzeptes des Fördervereins Berücksichtigung finden“, heißt es. „Sollte dies nicht möglich sein, ist das Schiff ohne Nutzungsauflagen zu verkaufen.“ Am 23. Dezember 2016 wurde mit der Stadtverwaltung Köln eine Vereinbarung zur Restaurierung und deren Finanzierung getroffen. Im Jahr 2019 wurde die Außenhülle, der Boden und das Achterdeck saniert, so dass das Schiff am 31. Oktober 2019 wieder zu Wasser gelassen werden konnte. Für 2020 sind Arbeiten am Hauptdeck geplant.

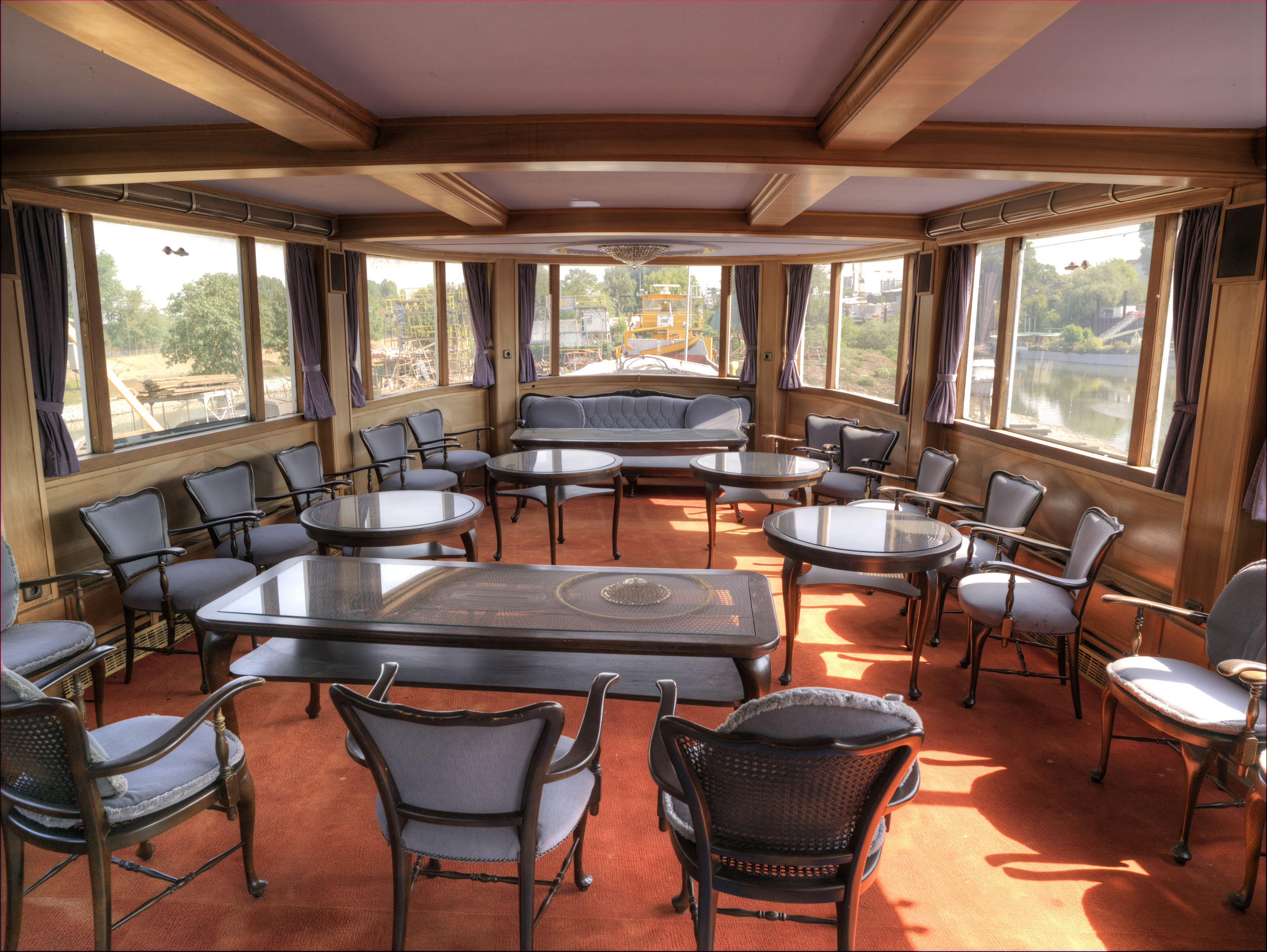
Einer der Salons der Stadt Köln, weitgehend im Originalzustand, September 2018
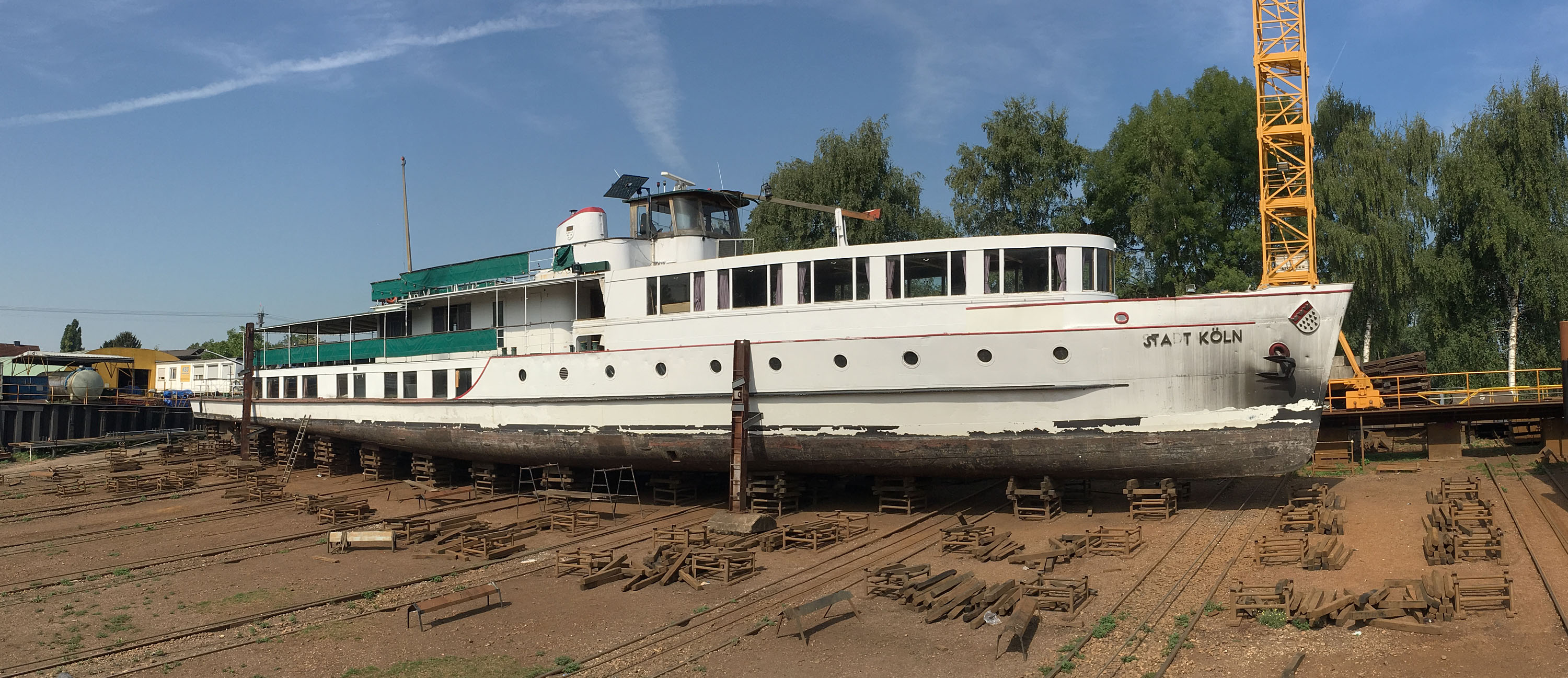
Die Stadt Köln auf der Helling der KSD-Werft in Köln-Deutz, September 2018
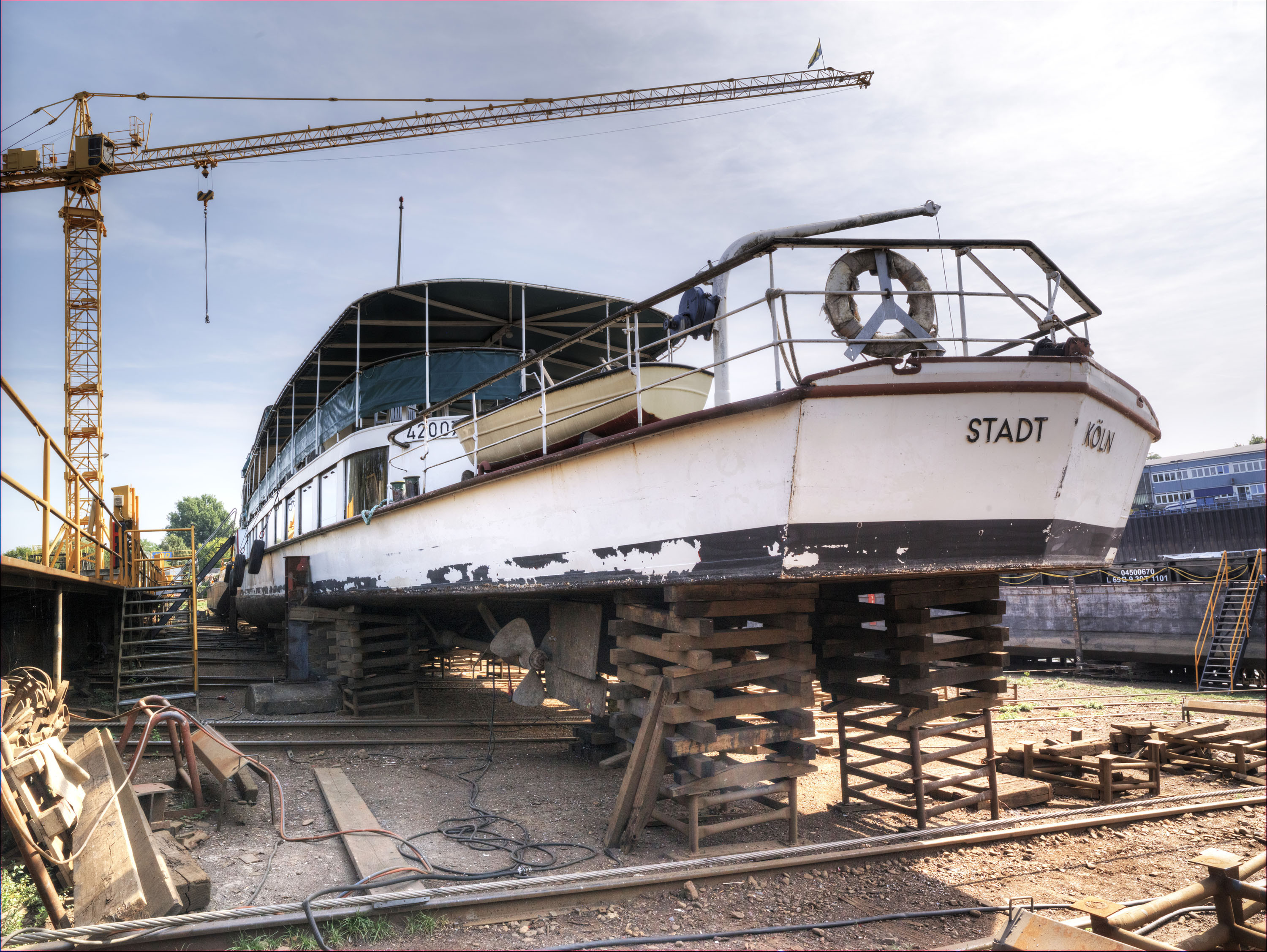
Heckansicht der Stadt Köln auf der Kölner KSD-Werft, September 2018
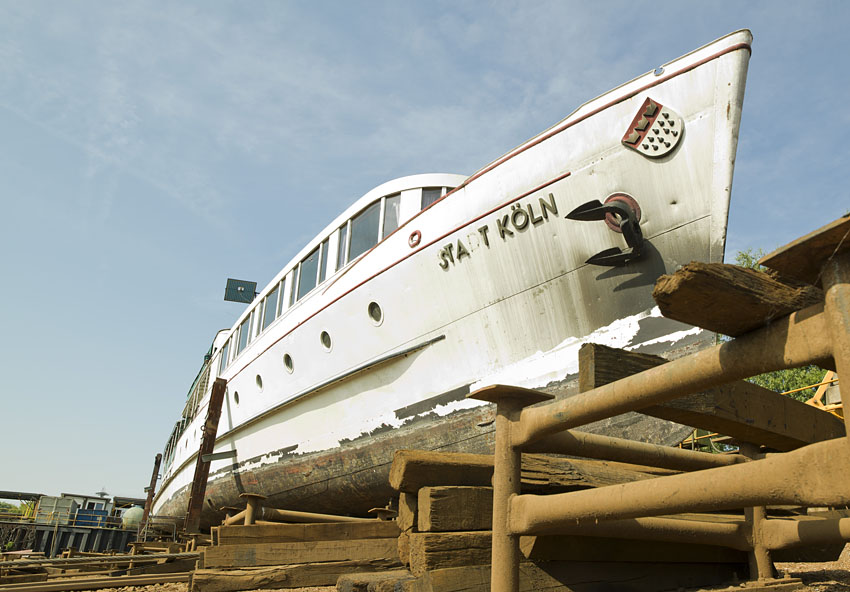
Die Stadt Köln liegt zur Feststellung der Schäden auf der Kölner KSD-Werft
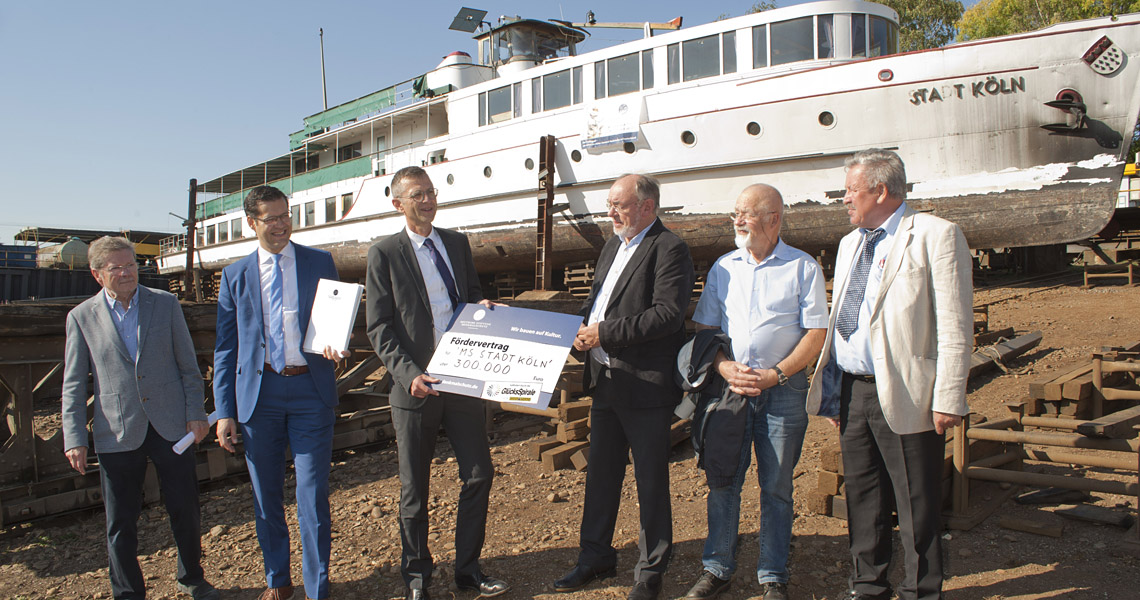
Die Deutsche Stiftung Denkmalschutz überreicht einen Scheck in Höhe von 300.000 Euro an den Verein der Freunde und Förderer
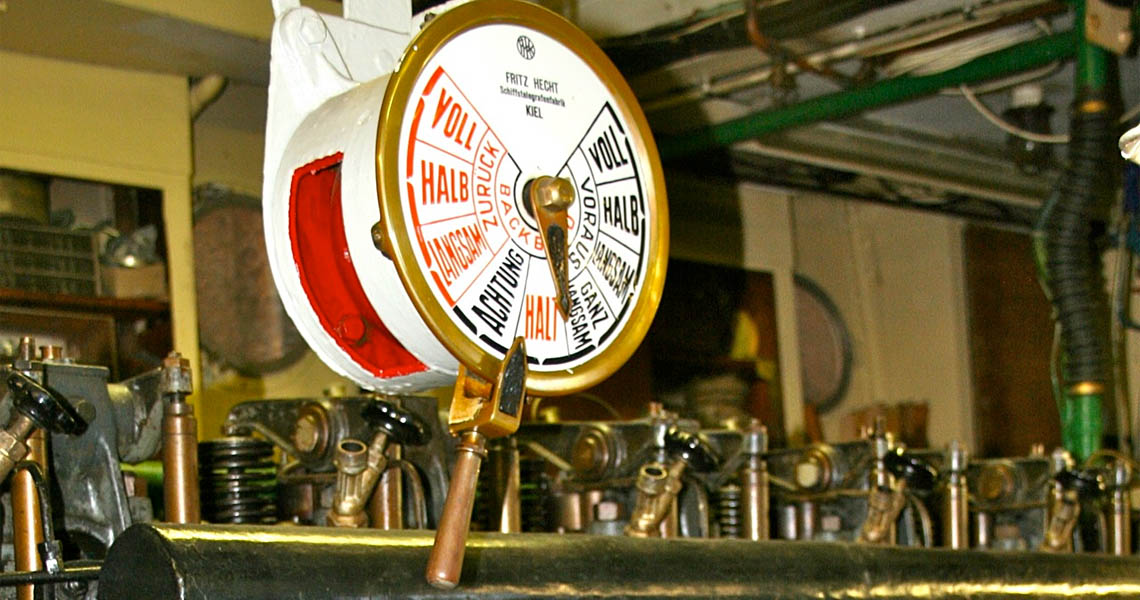
Der Maschinentelegraph der Stadt Köln aus dem Jahre 1938